# Бульвар Победы (Воронеж)
Бульва́р Побе́ды — улица в Северном жилом районе Воронежа, которая начинается от Московского проспекта и тянется до улицы Антонова-Овсеенко.

## Почтовые индексы
| Номера домов                          | Индекс |
| Нечётные с 1 по 23 и чётные с 4 по 36 | 394077 |
| Нечётные с 27 по 49                   | 394088 |
| 25                                    | 394053 |

## История
В смутное время Воронеж стал одним из городов, которые не приняли присягу польскому королевичу Владиславу.
29 июля (по старому стилю) 1613 года сторонники королевича — атаман И. М. Заруцкий с Мариной Мнишек и отряд мятежных казаков — подступили к Воронежу к северу от городской крепости в урочище «Русский рог», (примерно в районе многоэтажных домов Бульвара Победы). После сражения казаки бежали. Многие из них потонули при переправе через реку Дон. Заруцкий и Мнишек смогли добраться до Астрахани.

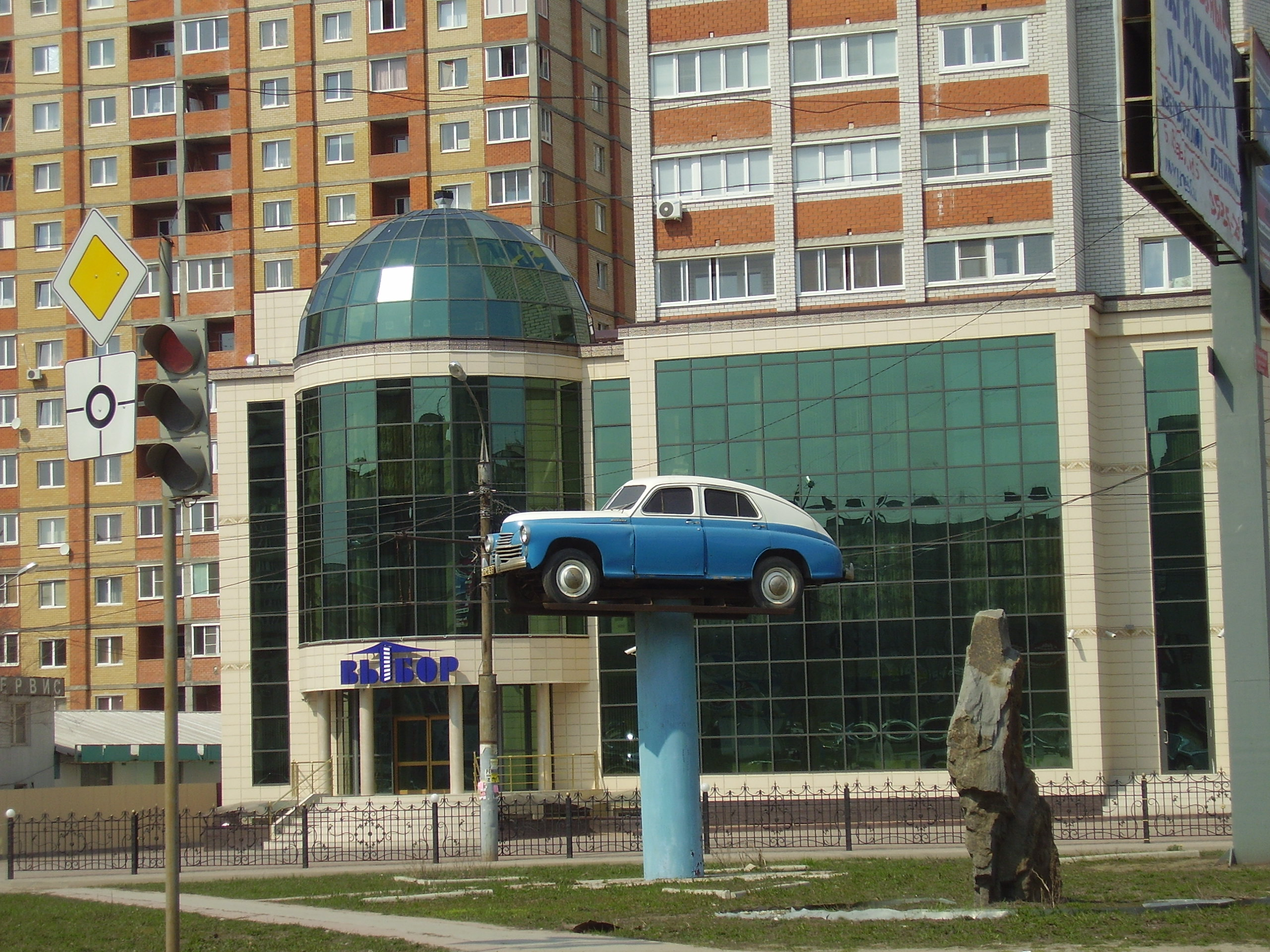
Автомобиль-памятник ГАЗ-М-20 «Победа»

На бульваре Победы жила семья известной российской певицы Юлии Началовой.

## Достопримечательности
На пересечении бульвара Победы и улицы Владимира Невского установлен автомобиль ГАЗ-М-20 «Победа», также установлен памятник погибшим во время Великой Отечественной войны воинам.

## Перекрёстки
Бульвар Победы пересекают:
- Московский проспект
- улица Маршала Жукова
- улица 60-й армии
- улица 60-лет ВЛКСМ
- улица Владимира Невского

## Транспорт
Через бульвар Победы проходит троллейбусное и автобусное движение большой, средней и малой вместимости.
| № маршрута                  | Модель                              | Предприятие                     |
| Автобусы и маршрутное такси | Автобусы и маршрутное такси         | Автобусы и маршрутное такси     |
| --------------------------- | ----------------------------------- | ------------------------------- |
| 15                          | ЛиАЗ-5292.67                        | МКП МТК «Воронежпассажиртранс»  |
| 58                          | ПАЗ Vector NEXT                     | ООО ТК «Автолайн+»              |
| 84                          | ПАЗ Vector NEXT                     | ООО ТК «Автолайн+»              |
| 5А                          | Volgabus-5270.G2                    | ООО ТК «Автолайн+»              |
| 97                          | ГАЗ-A64R42 Next, ГАЗель City        | ООО ТК «Автолайн+»              |
| 108А                        | ГАЗ-A64R42 Next, ГАЗель City        | ИП Мамаева Светлана Анатольевна |
| 18                          | ГАЗ-A64R42 Next, ГАЗель City        | ИП Мамаева Светлана Анатольевна |
| 37                          | ГАЗ-A64R42 Next, ГАЗель City        | ООО «АТП-1»                     |
| 54                          | ПАЗ Vector NEXT                     | ООО «АТП-1»                     |
| 27                          | МАЗ-103 ЛиАЗ-5256, Volgabus-5270.G2 | ООО «ВТК»                       |
| 41                          | МАЗ-103, МАЗ-206, ПАЗ-4234-05       | ООО «ВТК»                       |
| Троллейбусы                 |                                     |                                 |
| 99                          | ЗиУ-682ГМ1, ЗиУ-682Г-016.04         | МКП МТК «Воронежпассажиртранс»  |